# (5589) De Meis
(5589) De Meis – planetoida z grupy pasa głównego asteroid okrążająca Słońce w ciągu 4 lat i 204 dni w średniej odległości 2,75 j.a. Została odkryta 23 września 1990 roku w Europejskim Obserwatorium Południowym przez Henriego Debehogne. Nazwa planetoidy została nadana na cześć Salvatore De Meisa (ur. 1930), włoskiego astronoma i historyka astronomii. Nazwa planetoidy została zaproponowanna przez Jeana Meeusa, belgijskiego astronoma amatora.